# Marzio da Pieve di Compresseto
Marzio (Pieve di Compresseto, 1210 – Gualdo Tadino, 8 ottobre 1301) è stato un francescano italiano.
Fu terziario francescano ed eremita.

## Biografia

### La gioventù
Nacque nell'anno 1210, da genitori contadini, presso il castello di Pieve di Compresseto, sottoposto all'epoca al Ducato di Spoleto.
Insieme ai fratelli Silvestro (che lo seguirà più tardi nella vita religiosa), Leonardo e Filippo (diventato poi sacerdote), cominciò ad esercitare a Gualdo Tadino il mestiere di muratore.
Tratteneva per sé solo i soldi necessari per vivere e, nei giorni festivi, distribuiva il resto ai poveri. Visitava inoltre i malati, i carcerati e gli abbandonati negli ospizi.
Così, la vita di Marzio è simile a quella di diversi laici che tra la fine del XIII secolo e l'inizio del XIV secolo si praticavano la carità ed il lavoro, attingendo alla spiritualità francescana.

### L'incontro con i francescani
Intorno all'anno 1235, la vita di Marzio cambiò bruscamente in seguito all'incontro avvenuto con i seguaci di Francesco d'Assisi, stabilitisi nel 1219 presso un eremo in località Valdigorgo (oggi Eremo di Santo Marzio), dove nel 1224 vi dimorò lo stesso Francesco.
Marzio, affascinato da questi uomini, visse con loro alcuni anni senza entrare nell'ordine, fino a quando un evento imprevedibile, l'incendio che distrusse Gualdo Tadino nel 1237, non ne cambiò l'esistenza.
Nel 1241 i frati, in seguito a ciò, decisero di abbandonare tale luogo per trasferirsi all'interno della città (in parte ormai ricostruita), per evangelizzare e soccorrere la popolazione.
Marzio, pur lodando tale scelta, decise di non seguirli e all'età di 31 anni iniziò la sua intensa vita eremitica, dedicandosi alla preghiera e alla penitenza, "vestito di una rozza tunica camminando scalzo tra le rocce, la neve e il ghiaccio".

### La vita da eremita
Rimase nell'eremo per circa 60 anni, insieme ad alcuni compagni, costruendovi una nuova chiesetta ed abitazione (nel frattempo egli era divenuto il capo di questa nuova comunità).
Gli ultimi anni della sua vita furono caratterizzati dalla cecità che sopportò con accettazione cristiana.
L'8 ottobre 1301 sotto il papato di Bonifacio VIII, all'età di 91 anni, Marzio morì in povertà come era sempre vissuto.
Fu sepolto nell'eremo di Valdigorgo, sotto l'altare della chiesa.
Il fratello Silvestro morì qualche tempo prima di Marzio, mentre Filippo gli sopravvisse di qualche anno.
Tutti e tre sono commemorati nel "Martirologio Francescano" il giorno 8 ottobre.

## Devozione
Dopo la sua morte nacquero numerose leggende miracolistiche, tanto che molta gente, dalle città e regioni circostanti, accorreva per cercare - a mali fisici e spirituali. Nonostante la devozione popolare, il culto non è mai stato confermato ufficialmente.

## Al giorno d'oggi
Dal 12 dicembre 1907 le reliquie del beato Marzio si trovano nella Concattedrale di San Benedetto, a Gualdo Tadino, in un'urna posta sotto l'altare del Rosario; una parte di esse (una tibia) fu trasportata nella chiesa dell'Assunzione di Maria, a Pieve di Compresseto. Dapprima collocate sotto l'altare di sant'Antonio abate, ora si trovano sotto l'altare maggiore.
L'8 ottobre 1995 è stato proclamato patrono, insieme a san Macario, della parrocchia "Assunzione di Maria" di Pieve di Compresseto dal vescovo di Assisi Sergio Goretti.